# Jessauliwka
Jessauliwka (ukrainisch Єсаулівка; russisch Есауловка/Jessaulowka) ist eine Siedlung städtischen Typs im Osten der Ukraine mit etwa 1500 Einwohnern.

## Geographie
Der Ort liegt im Südwesten der Oblast Luhansk am Fluss Malo-Kripenka (Мало-Кріпенка) etwa 8 Kilometer südwestlich der Rajonshauptstadt Antrazyt und 60 Kilometer südwestlich der Oblasthauptstadt Luhansk. Die Grenze zur Oblast Donezk befindet sich etwa 5 Kilometer südwestlich des Ortes.

## Geschichte
Der Ort wurde 1777 als Jewdokijowka gegründet (nach dem Namen der Witwe des ersten Landbesitzers Eudokia/Ewdokija benannt), 1803 dann in den heutigen Namen umbenannt (nach dem Dienstgrad des neuen Kosakenbesitzers – Jessaul) und 1938 schließlich zu einer Siedlung städtischen Typs ernannt. Seit 1991 ist er ein Teil der heutigen Ukraine.
1830 erhielt der Ort den Status eines Marktfleckens, Ende des 19. Jahrhunderts wurden nahe dem Ort durch dänische Geologen Goldlagerstätten gefunden, diese wurden in der Folge durch eine Mine erschlossen, 1940 waren diese aber bereits erschöpft.
Seit Sommer 2014 ist der Ort im Verlauf des Ukrainekrieges durch Separatisten der Volksrepublik Lugansk besetzt.